# Рекламна статия
Рекламна статия (на английски: Advertorial: адвърториъл; и като пиар статия) е реклама, написана като обективна журналистическа статия, представена в печатните издания така, че да изглежда като легитимна независима новинарска история.
Неологизмът произлиза от 2 английски думи: „advertisement“ (реклама) и „editorial“ (уводна статия). Според авторите на речника Merriam-Webster думата е възникнала през 1946 г.
Адвърториълите се отличават от традиционното рекламиране по това, че са създадени да изглеждат като статиите, които обичайно се публикуват в изданието. В действителност повечето издания не приемат такъв вид реклама. Такива статии могат да се появяват с или без предупредителен надпис от сорта на „реклама“ или друг тип предупреждение за вида на материала, който следва. Тонът на адвърториъла е по-скоро близък до този на прессъобщението отколкото на стандартната новинарска статия.
Адвърториълът може да бъде отпечатан или представен, като се вмъкне в цял раздел на вестника, който не засяга уводната статия или като флайер. Тези съобщения обикновено се отпечатват на различна по формат и материал от вестникарската хартия.
Много вестници и списания назначават щатни или извънщатни автори (копирайтъри) които да пишат адвърториъли, обикновено без да се споменава авторството им. Важна разлика между редовната уводната статия и адвърториъла е, че клиентите обичайно имат право предварително да одобрят съдържанието на адвърториъла – лукс, който не могат да си позволят при независимите редакционни материали.
Подобна практика е да бъдат създавани материали, които изглеждат като традиционни медии (например вестник или списание), но в действителност се издават от компанията с цел маркетиране на продуктите ѝ. Типичен пример са списанията, издавани от авиокомпаниите, които съдържат репортажи от туристически дестинации, до които авиокомпанията лети.